# Kroatische Eerste Kamerverkiezingen 1997
De tweede en laatste verkiezingen voor de "Kamer van Provincies van het Kroatische Parlement" hebben op 1 april 1997 plaatsgevonden.
Het waren de eerste verkiezingen in het post-Communistische Kroatië waarbij dezelfde kiesregels als bij de vorige verkiezingen golden.
De heersende Kroatische Democratische Unie (HDZ) stond er zwakker voor dan bij de vorige verkiezingen, voornamelijk door de crisis in Zagreb (waar zij tijdens de vorige verkiezingen wonnen) en de gezondheid van leider Franjo Tuđman.
De Kroatische oppositie stond er daarentegen sterker voor, maar zij konden weer geen gesloten front vormen. De leiders van de Kroatische Sociaal-Liberale Partij en de Kroatische Boerenpartij geloofden dat zij de HDZ zonder hulp van andere partijen konden verslaan. Uiteindelijk kwam deze verdeeldheid HDZ ten goede en wonnen zij 42 van de 68 zetels.
De overige zetels werden gewonnen door de HSLS, de HHS, de Istrische Democratische Assemblee en de Sociaaldemocratische Partij van Kroatië. De SDP werd met slechts 2 zetels de sterkste oppositiepartij in Kroatië.
Dit waren de laatste verkiezingen voor de Kamer van de Provincies. In 2001 werd de Kamer per grondwet afgeschaft en kreeg het Kroatisch parlement een eenkamerstelsel.